# Đelem, đelem
Gelem, Gelem je himna Roma. Poznata je i pod (također čestim) imenima kao što su Gyelem, Gyelem, Dzelem, Dzelem, Dželem, Dželem, Djelem, Djelem, Ђелем, Ђелем, Џелем, Џелем, Джелем, джелем (ćirilica), Opré Roma i Romale Shavale. Skladba je prihvaćena himnom 1971. godine na Svjetskom kongresu Roma u Londonu. Napisao ju je i uglazbio romski glazbenik Žarko Jovanović 1949.
Nakon što je i osobno iskusio progon Roma u Drugom svjetskom ratu, Porajmos (naziv za Holokaust nad pripadnicima romskog naroda), kada mu je najveći dio obitelji ubijen, Jovanović je, obradivši narodnu melodiju, stihove za ovu pjesmu napisao 1949. godine. U drugoj strofi pjesme autor se referira na zločine koje su počinili pripadnici ustaške Crne legije.

## Tekst himne

### Romski
Gelem, gelem, lungone dromensa

Maladilem bakhtale Romensa

A Romale katar tumen aven,
 
E tsarensa bahktale dromensa?

A Romale, A Chavale

Vi man sas ek bari familiya,
 
Murdadas la e kali legiya

Aven mansa s lumniake Roma,
 
Kai putaile e romane droma

Ake vriama, usti Rom akana,
 
Men khutasa misto kai kerasa

A Romale, A Chavale

### Hrvatski
Putovao sam mnogim cestama i sretao sretne Rome
 
Putovao sam daleko, 

širom svijeta i sretao sretne Rome

O romski ljudi, o romska djeco, o Romi gdje god bili
 
Sa svojim šatorima, duž sretnih putova.

I ja sam jednom imao veliku obitelj,
 
ali ju je Crna legija umorila

Pođite sa mnom, Romi svijeta,
 
tamo gdje su romski putovi otvoreni

Sada je vrijeme, ustanite, Romi,
 
uspjet ćemo u našim naporima